# High School DxD
High School DxD (яп. ハイスクールD×D Хай суку:ру D×D, Старшая школа DxD) — ранобэ от Исибуми Итиэя, выходившее с октября 2008 года до марта 2018 года, а прямое продолжение началось в июле 2018 года. Манга-адаптация ранобэ выходила с июля 2010 года по апрель 2018 года. Также были выпущены 4 сезона аниме-адаптации, несколько манг и ранобэ-спин-оффов, а также игры по мотивам произведения в 2019 году.

## Сюжет
Согласно сюжету ранобэ, демоны с древних времён сражались за контроль над Преисподней с изгнанными с Небес падшими ангелами. Кроме того, их общим врагом выступали ангелы, посылаемые библейским Богом против обеих рас, населяющих Преисподнюю. В ходе «Великой войны трёх фракций» все три стороны понесли огромные потери. В частности, в ходе войны были убиты «Четыре великие владыки демонов» и библейский Бог. Из-за этого несколько сотен лет назад враждующие стороны вынуждены были прекратить войну, так и не определив победителя. Однако отношения между сторонами по-прежнему оставались напряжёнными. В связи с огромными потерями среди населения, демоны стали перерождать существ иных рас как демонов. Каждый перерождённый становился слугой превратившего его демона. Дабы стимулировать новых демонов к саморазвитию, была введена Рейтинговая игра, где демоны и их кланы могут демонстрировать свою силу и повышаться в ранге.
История повествует о главном персонаже, Иссэе Хёдо. Иссэй — озабоченный старшеклассник, у которого никогда не было девушки. В начале ранобэ прекрасная девушка, Юма Амано, предлагает Иссэю встречаться с ней, однако убивает его на первом же свидании, пояснив, что виной всему некий «Святой механизм», который библейский Бог поместил в Иссэя, и который представляет угрозу для падших ангелов. Перед смертью Иссэй, сам того не осознавая, призывает демона Риас Гремори, которая решает спасти его, превратив в подобного ей демона и своего слугу. Он становится членом школьного клуба оккультных исследований, целиком состоящего из подчинённых Гремори демонов. Узнав от Риас, что, став демоном высокого класса, он может завести собственный клан и собрать собственный гарем, Иссэй загорается желанием подняться по социальной лестнице демонов. Однако оказывается, что его демоническая сила меньше, чем у ребёнка, и он не может использовать даже простейшие заклинания.

## Терминология
В ходе сюжета активно используются несколько артефактов.
- Sacred Gear (яп. 神器（セイクリッド・ギア） Сэикуриддо гиа) — предметы, созданные библейским Богом и помещенные в тела различных людей или полулюдей. Каждый "Святой механизм" дает своему владельцу определенную способность. После смерти владельца, механизм переходит в тело другого человека. Если обладатель перерождается из человека в другую расу, артефакт остаётся при нём. По мере того как владелец становится более искусен в обращении со своим механизмом, тот эволюционирует и обретает новые способности. Высшей стадией эволюции является Balance Breaker (яп. 禁手化（バランス・ブレイカー） Барансу Бурэика:, рус. Крушитель баланса).
- Evil Pieces (яп. 悪魔の駒（イーヴィル・ピース） И:виру Пи:су) — 16 шахматных фигур, которые имеет каждый демон высокого класса. Каждая фигура может быть использована для того, чтобы воскресить человека как демона и дать ему соответствующую фигуре способность. Если существо обладает большим потенциалом, например, владеет редким "Святым механизмом", на его воскрешение уйдет больше фигур. С помощью них нельзя воскресить богов и будд, так как они слишком сильны.
- Holy Swords (яп. 聖剣 сэйкэн) — оружия, наделенные святой силой. Большинство из существующих мечей являются подделками, которые были созданы по образцу меча Бога. Святые мечи делятся на два типа: первый тип — обычные мечи, которыми пользуются экзорцисты для изгнания демонов и падших ангелов; второй тип — «истинные» мечи, которыми могут пользоваться только избранные. Из-за использования святой силы, эти мечи являются чрезвычайно мощным оружием против демонов и падших ангелов. Даже небольшой царапины достаточно, чтобы нанести им смертельное повреждение. Известные Святые мечи — Экскалибур, Дюрандаль, Аскалон, Калибурн.

## Персонажи

### Демоны
Одна из трёх рас, населяющих Преисподнюю. В ходе "Великой войны трёх фракций" потеряли как "Четырёх великих владык демонов" в лице Люцифера, Вельзевула, Левиафана и Асмодея, так и большинство из 72 кланов чистокровных демонов. Поэтому были избраны новые владыки демонов, а также началось массовое перерождение сильных представителей других рас в демонов с помощью "Фигур зла". «Обращённых» ставят ниже чистокровных демонов, но дают им возможность повышения. В прошлом столицей Преисподни был  Люцифард, ныне — Лилит (оба города находятся на территории владык демонов).

### Клан Гремори
Иссэй Хёдо (яп. 兵藤 一誠 Хё:до: Иссэй) — главный персонаж. Озабоченный старшеклассник, у которого до недавнего времени никогда не было девушки. Первой его девушкой стала падший ангел, Рэйнар, убившая его на первом же свидании. Однако его предсмертное желание умереть на груди Риас позволило ему призвать демоницу, которая спасла его жизнь, превратив в демона и сделав своим слугой. Как пешка, по достижении вражеской территории может стать любой фигурой, кроме короля. Озабочен и туп, чего и не думает скрывать от окружающих. Ставит своей целью создать собственный гарем, но, несмотря на все домогательства со стороны окружающих его девушек, остается девственником. Ради Риас, не раздумывая, идет на любые жертвы. Также оберегает и Асию, но ее чувств к себе не замечает. Обладает "Святым механизмом" "Усиливающий механизм", удваивающим силы пользователя каждые десять секунд. В теории предела для этого удвоения не существует, и Иссэй может обрести силу достаточную, чтобы сокрушить библейского Бога. На практике, однако, существует лимит силы, которую тело в состоянии выдержать. "Усиливающий механизм" может передавать накопленную силу, увеличивая магические силы союзников и каких-либо объектов. В награду за сражение с пытавшимся развязать новую войну Кокабиэлем, Иссэю был дарован святой меч Аскалон, раньше принадлежавший Георгию Победоносцу. Ради дополнительной силы Иссэй отдал свою левую руку обитающему в "Усиливающем механизме" И-Драйгу Гоху и теперь вместо руки у него драконья лапа. Эта лапа не восприимчива к святой силе. Поэтому, несмотря на то, что Иссэй — демон, своей левой рукой он может использовать святые предметы. Однако из-за регулярных ритуалов по вытягиванию драконьей энергии, большую часть времени рука находится в человеческой форме. В 11 томе ранобэ тело Иссэя было уничтожено Шалбой Вельзевулом, но, случайно встретив Великого Красного, он обрёл новое тело с помощью драконьего бога бесконечности Офис. В 10 томе ранобэ признался в любви к Риас. Стал знаменитым среди детей после битвы с группой Ситри в 5 томе ранобэ. По приключениям Иссэя дом Гремори снимает сериал, ставший популярным как в Преисподне, так и скрытой стороне Киото, где он играет главного героя по имени "Сисечный император драконов Сиськодракон" (яп. 乳龍帝おっぱいドラゴン Титирю:тэй Оппай-дорагон). 
Сэйю: Юки Кадзи.
Риас Гремори (яп. リアス・グレモリー Риасу Гурэмори:) — главная героиня, школьный идол, хозяйка Иссэя. Демоница, входящая в знатный род Гремори, носящий титул герцогов. Младшая сестра Сазекса Люцифера, носящего имя прошлого владыки демонов Люцифера. Следующая глава рода Гремори. Глава школьного клуба оккультных исследований. За Риас закреплена территория города Куо, в котором живёт Иссэй, и в конечном счёте ей подчиняется старшая школа Академии Куо. По системе "Фигур зла" является королём. Влюблена в Иссэя и с развитием сюжета, как и Асия, поселилась в его доме. Ответила на признание Иссэя взаимностью. Из-за того, что её грудь является ключом к усилению Иссэя, среди персонажей имеет прозвище "Принцесса-переключатель" (яп. スイッチ姫 Суитти-химэ).
Сэйю: Ёко Хикаса.
Акэно Химэдзима (яп. 姫島 朱乃 Химэдзима Акэно) — член клуба оккультных исследований, вторая по популярности и силе девушка в клане Риас. Дочь человеческой жрицы, Сюри Химэдзимы, и одного из лидеров падших ангелов, Баракиеля. Предельно добра по отношению к своим товарищам, но в бою превращается в садистку. По системе "Фигур зла" является ферзём и сочетает в себе способности всех более слабых фигур. Специализируется на атаках молниями и имеет прозвище «Жрица молний». Поначалу относилась к себе презрительно и отказывалась применять молнию, унаследованную от отца. В одном из разговоров с Иссэем призналась ему, что ненавидит себя, так как в ней течёт кровь падшего ангела, её отца, который бросил её с матерью, из-за чего она и была убита за связь с ним. Сам же Иссэй убедил её в том, что неважно, какое она имеет происхождение, а важны лишь поступки, совершаемые ею. После этих слов Акэно окончательно приняла себя, а по дальнейшему развитию сюжета стала улучшать свои взаимоотношения с отцом. Влюблена в Иссэя и пытается всеми способами соблазнить его.
Сэйю: Сидзука Ито.
Конэко Тодзё (яп. 塔城 小猫 То:дзё: Конэко), настоящее имя Сиронэ (яп. 白音 Сиронэ) — член клуба оккультных исследований, бывшая нэкомата. Несмотря на то, что Конэко учится в первом классе старшей школы, она выглядит, как ученица начальной школы. Пользуется популярностью как среди парней, так и среди девушек и считается маскотом старшей школы Академии Куо. По мнению одного из влюбленных в неё парней, её внешность и характер сильно напоминают Юки Нагато. По системе "Фигур зла" является ладьёй. Эта фигура даёт ей в бою огромные силу и защиту. Также влюблена в Иссэя; в 11 томе ранобэ объявила себя его будущей женой.
Сэйю: Аяна Такэтацу.
Асия Ардженто (яп. アーシア・アルジェント А:сиа Арудзэнто) — монашка, с которой Иссэй случайно столкнулся в городе Куо. Прибыла из-за границы, поэтому плохо знает культуру Японии. Как и Иссэй, обладательница "Святого механизма". Её артефакт называется Twilight Healing (яп. 聖母の微笑(トワイライト・ヒーリング) Товаираито хи:рингу). Он позволяет ей исцелять существ любых рас. После того, как Церковь обнаружила способности Асии, некоторое время она почиталась как святая. Однако все видели в ней не человека, а лишь некое существо способное исцелять людей. Поэтому никто не хотел с ней дружить. Более того, когда Асия исцелила демона, Церковь посчитала её ведьмой. В результате, Асия была изгнана из Церкви и подобрана падшими ангелами, сотрудничающими с изгнанными экзорцистами. Позднее была убита Рейнар ради извлечения "Святого механизма". Однако ту в свою очередь победил Иссэй, а Риас возродила Асию как подчинённого ей демона. По системе "Фигур зла" Асия является  слоном, чьей задачей является поддержка команды. Влюблена в Иссэя и поселилась в его доме, будучи представленной его родителям, как его невеста. В 6 томе ранобэ призналась Иссэю в любви.
Сэйю: Адзуми Асакура.
Гаспер Влади (яп. ギャスパー・ヴラディ Гясупа: Вуради) — вампир-полукровка, второй слон в команде Риас. Хикикомори и любитель одеваться в женскую одежду. Вместе с этим талантливый маг и один из самых успешных в заключении контрактов демонов. Избегая контактов с другими, Гаспер заключает контракты исключительно через интернет. Обладает "Святым механизмом" Forbidden Balor View (яп. 停止世界の邪眼（フォービドウン・バロール・ビュー） Фо:бидоун Баро:ру Бю:), позволяющим останавливать время для всего, что попадет в поле зрения Гаспера. Так как он наполовину человек, вампиры презирали его. В то же время его считали монстром и люди, в особенности, случайно попавшие под действие его "Святого механизма". В итоге Гаспер был убит охотником на вампиров и воскрешен Риас. Так как он не был способен контролировать свои силы, первое время вампир жил в закрытой магической печатью комнате. В четвёртом томе Риас получила разрешение снять печать. В начале он боялся своих товарищей, но в скорее, выслушав слова Иссэя, он становится его другом.
Сэйю: Аянэ Сакура.
Юто Киба (яп. 木場 祐斗 Ю:то Киба) — член клуба оккультных исследований. Крайне популярен среди старшеклассниц, из-за чего его недолюбливает Иссэй, никогда не пользовавшийся популярностью у противоположного пола. Несмотря на это, Иссэй ценит его и считает другом. Настоящее имя Изаёй. С детства воспитывался в Церкви. Был прилежным верующим и способным ребёнком, поэтому его выбрали участником особого проекта по созданию искусственных носителей Экскалибура. Однако эксперименты закончились полным провалом и проект был закрыт, из подопытных детей были извлечены некие «элементы», необходимые для использования святых мечей, а сами подопытные были убиты с помощью смертельного газа. Благодаря помощи товарищей, Изаёю удалось бежать, но к тому времени он уже успел вдохнуть смертельную дозу ядовитого газа. Уже при смерти, исполненной ненавистью к церкви и Экскалибуру, его нашла Риас Гремори и обратила в демона, дав новое имя «Юто Киба». С тех пор Юто всюду следует за ней, исполняя обязанности её «рыцаря» при этом не забывая и о желании отомстить Экскалибуру. По системе "Фигур зла" Юто конь, чья боевая способность — огромная скорость. Его "Святой механизм" Sword Birth (яп. 魔剣創造（ソード・バース） Со: до ба: су?) создает демонические мечи с любым желаемым свойством. Благодаря тому, что библейский Бог и четыре владыки демонов мертвы, войдя в Balance Breaker, Юто также может создавать меч, сочетающий в себе святую и демоническую силы.
Сэйю: Кэндзи Нодзима.
Зеновия Кварта (яп. ゼノヴィア Дзэновиа) — изначально агент Католической Церкви Ватикана. В раннем детстве потеряла родителей и воспитывалась одной сестрой в Церкви. Очень набожная и фанатичная верующая. Даже в юном возрасте вошла в ряды экзорцистов и боролась с врагами Церкви. С рождения имеет талант во владении святых мечей и стала обладателем легендарного меча Дюрандаля. Благодаря своим стараниям и сильной вере получила большое доверие от Церкви и в результате её вместе с Ириной Сидо направили преследовать преступника-вора, укравшего Экскалибуры. Преследуя преступника, прибыла в японский город Куо. В процессе противостояния за легендарные мечи ей пришлось объединиться с демонами, живущими на тех землях, и сразиться с Кокабиэлем. В результате ей раскрылась страшная тайна — смерть библейского Бога и четырёх владык демонов. Она потеряла опору в жизни, и её вера рухнула. К тому же за знание этой страшной тайны Зеновию отлучили от Церкви. В отчаянии и, не зная куда податься, она просит Риас Гремори принять её к себе и перерождается в демона, становясь вторым конем Риас. Позже находит новую цель в жизни — познание женского счастья, зачатие и воспитывание ребёнка. Считает Иссэя подходящим кандидатом для этого.
Сэйю: Риса Танэда.
Росвайсе (яп. ロスヴァイセ Росувайсэ) — вторая ладья Риас, бывшая валькирия. Прибыла в Японию в качестве телохранителя Одина, однако он её бросил. Специалист в скандинавской магии, которой она пользуется чаще, чем демонической силой. Старается экономить деньги, обычно закупается всем необходимым на распродажах и акциях. Часто ходит в магазин, где всё стоит по 100 йен. Хочет помочь бабушке, живущей в Вальхалле. С 17 тома ранобэ у неё появились чувства к Иссэю.

### Другие демоны
Вали Люцифер (яп. ヴァーリ Вуа:ри) ー лидер группый Вали, ранее связанный с Бригадой хаоса. Наполовину человек, наполовину демон. Он является потомком первого Люцифера и обладателем Исчезающего дракона — Альбиона. Владеет одним из 13 "Лонгинов" — Divine Dividing ("Божественное разделение"). Является прямым конкурентом Иссэя Хёдо и Драйга. Победил Кокабиэля по приказу Азазеля. Обладает огромной демонической силой, благодаря которой может легко управлять своим "Святым механизмом".
Его "Лонгин" позволяет разделить силу противника на половину при физическом контакте с ним и забрать украденную силу.
Сэйю: Рёта Осака.

### Падшие ангелы
Одна из трёх фракций, состоящая из ангелов, которые потеряли Божью благодать из-за наличия «грязных мыслей», которые отвлекают их от учения библейского Бога. Несмотря на то, что они были низвергнуты с Небес, падшие ангелы и их подчинённые обычно выбирают в качестве своих баз Церкви. Тем не менее, перед этим они уничтожают там все иконы. На данный момент падшие ангелы являются самой малочисленной фракцией по сравнению с демонами и ангелами.
Азазель (яп. アザゼル Адзадзэру) — генерал-губернатор падших ангелов. Абсолютно не интересуется возобновлением войны "Трёх великих фракций". Занимается коллекционированием и изучением "Святых механизмов". В своих исследованиях он продвинулся настолько далеко, что способен создавать искусственные "Святые механизмы", хотя они уступают по качеству созданным библейским Богом. После того как падшие ангелы, ангелы и демоны заключили официальный мир, стал куратором клуба оккультных исследований. В 12 томе ранобэ покинул пост генерал-губернатора падших ангелов.
Сэйю: Рикия Кояма.
Рэйнар/Юма Амано (яп. レイナーレ Рэйна:рэ) / Юма Амано (яп. 天野夕麻 Амано Юма) — падший ангел, убившая Иссэя. Притворялась влюбленной в него девушкой и предложила встречаться, на что Иссэй ответил согласием. Была опекуном Азии, изгнанной из Церкви. Была побеждена командой Риас, а после погибла от ее руки. 
Сэйю: Хитоми Набатамэ.
Баракиэль (яп. バラキエル Баракиэру) — один из лидеров падших ангелов, был обручен с человеческой жрицей. Отец Акэно Химэдзимы.
Сэйю: Тэцу Инада.
Кокабиэль (яп. コカビエル Кокабиэру) — один из лидеров падших ангелов. Хотел развязать новую войну между "Тремя великими фракциями". Был побежден Вали Люцифером, который пришел остановить его по приказу Азазеля. После поражения от рук Вали, он был запечатан в Аду на дне Коцита («Река плача» — одна из рек, протекающих в Аду).
Сэйю: Хироки Ясумото.

### Ангелы
Одна из "Трёх великих фракций" наряду с демонами и падшими ангелами. Ангелы — могущественные существа, служащие библейскому Богу и имеющие право нападать на демонов. После смерти библейского Бога в "Великой войне трёх великих фракций" ангелы не могли увеличить свою численность обычным способом, но после создания системы "Храбрых святых", использующую в своей основе игральные карты, они получили возможность перевоплощать существ в ангелов. В отличие от демонов и падших ангелов, ангелам необходимо иметь чистые мысли во время соития, и перед этим партнёр должен пройти длительный обряд очищения (занимающий несколько часов).
Архангел Михаил (яп. ミカエル Микаэру) — сильнейший из ангелов. После смерти библейского Бога стал править на Небесах и отвечать за систему "Священных механизмов", как и за систему библейского Бога. Не испытывает гнева к демонам и падшим. Всеми силами пытается предотвратить новую войну.
Сэйю: Ёсимаса Хосоя.
Ирина Сидо (яп. 紫藤 イリナ Сидо Ирина) — подруга детства Иссея, хотя сам Иссей, не в последнюю очередь из-за её в прошлом задиристого характера, считал её мальчиком. Агент Церкви и убеждённая христианка. Является одной из тех, кто получил святую частицу для совместимости с Экскалибуром, и была обладательницей Экскалибура имитации. Зная, насколько сильно Ирина посвятила себя вере, её напарница Зеновия не хотела раскрывать ей правду о смерти библейского Бога. Но узнав об этом от Архангела Михаила, Ирина легко приняла это известие, дополнив свою веру в Бога верой в Михаила. С помощью системы "Храбрых святых" была обращена в ангела, подчинённого Архангелу Михаилу, и получила ранг туза. После заключения мира "Великих трёх фракций" повсюду сопровождает команду Риас как представительница Небес и восстановила дружбу с Зеновией, прекратившуюся между ними из-за обращения Зеновии в демона, а также подружилась с Азией, образовав так называемое "Церковное трио". Влюблена в Иссэя ещё с детства.
Сэйю: Маая Утида.
Дулио Джезуальдо — ещё до того как стать перерождённым ангелом, Дулио был одним из сильнейших экзорцистов за всю историю и был способен сражаться даже с демонами высокого класса. Дулио имеет 10 крыльев и является кандидатом в серафимы.

### Драконы
Самые могущественные существа в High School DxD. Они всегда действуют свободно и эгоистично. Но несмотря на это, драконы имеют высокий уровень интеллекта. Драконы - существа, которые представляют собой власть. Из-за этого во все времена драконами восхищались, уважали их и боялись. Драконы являются единственными существами, которые не помогали ни одной фракции во время "Великой войны трёх великих фракций", в отличие от ёкаев, европейских монстров, духов, фей и других сверхъестественных существ. Тем не менее, некоторые драконы все же присоединялись к одной из трёх фракций. В отличие от других рас, которые имеют длительный срок жизни, драконы бессмертны (то есть не стареют), хотя и могут умереть, если их убить. В настоящее время почти все драконы либо запечатаны в "Святых механизмах", либо спят, либо мертвы.
Драйг (яп. ドライグ Дорайгу) и Альбион (яп. アルビオン Арубион) — два "небесных дракона". Драйг, известный как Валлийский Дракон и Красный Император Драконов, запечатан в "Усиливающем механизме" Иссэя. Исчезающий Дракон Альбион запечатан в "Божественном разделении" Вали. В прошлом "небесные драконы" постоянно сражались между собой, но их затяжной бой был прерван "Великой войной трёх великих фракций". В гневе оба дракона атаковали лидеров демонов, ангелов и падших, в результате чего их тела были уничтожены, а души впоследствии помещены в два отдельных "Святых механизма". Их соперничество длится по крайней мере две тысячи лет.
Сэйю: Рёта Такэути (Драйг).
Сэйю: Фумихико Татики (Альбион).
Таннин (яп. タンニーン Танни:н) — также известный как Дракон пламенного метеора (яп. 魔龍聖（ブレイズ・ミーティア・ドラゴン） Бурэйдзу Ми:тиа Дорагон) и Демонический дракон святости. Фиолетовый дракон и бывший драконий король, который перевоплотился и стал демоном высшего класса. В 5 томе ранобэ по просьбе Азазеля берётся тренировать Иссэя в горах, чтобы он смог достичь "Крушителя баланса". Подружился с Иссэем с тех пор, как обучил его необходимому. Таннин стал демоном, чтобы получить доступ к яблокам Преисподни, нужных для жизни драконов. Позднее в 14 томе ранобэ выяснилось, что он является ферзём Мефисто Фелеса.
Сэйю: Таро Ямагути.

## Медиа

### Ранобэ
Ранобэ High School DxD написано Итиэем Исибуми и проиллюстрировано Miyama-Zero. Первый том был выпущен Fujimi Shobo 20 сентября 2008 года. Двадцать пять томов были выпущены под лейблом Fujimi Fantasia Bunko и в настоящее время разделены на пять отдельных сюжетных арок.
Сразу после 25 тома High School DxD автор начал выпуск ранобэ Истинная High School DxD, являющегося прямым продолжением. На данный момент содержит 4 тома. Данная серия продолжает последнюю пятую сюжетную арку.
Существует также серия High School DxD DX, содержащая в себе на данный момент 7 томов. Представляют собой компиляцию коротких историй.
Специально для аниме-сериала High School DxD BorN Итиэй Исибуми написал историю High School DxD EX в виде тома ранобэ. Она повествует о вторжении персонажей из тридцатилетнего будущего в настоящее.
А для аниме-сериала High School DxD HerO автор написал рассказ High School DxD Zero, повествующий о гражданской войне Преисподни, становлении Сазекса и его товарищей новыми владыками демонов.

### Манга
Манга-адаптация ранобэ выходила с 20 июля 2010 года по 9 апреля 2018 года. Всего было выпущено 11 томов. В ней был показан сюжет до 5 тома ранобэ включительно.

### Аниме
Первый сезон аниме-адаптации ранобэ вышел в 2012 году и был показан в Японии телеканалом AT-X. В 2013 году вышел 2 сезон, в 2015 3 сезон. Все 3 сезона снимала студия TNK. В октябре 2016 года было объявлено о продолжении сериала. За экранизацию взялась новая студия Passione, снявшая до этого аниме Rail Wars!, также произошла полная смена авторского состава. Над четвертым сезоном работали режиссер Ёсифуми Суида — «Rail Wars!», сценарист Кендзи Конута — «Blood Lad», художник персонажей Макото Уно — «Stellvia». Премьера состоялась в апреле 2018 года.

### High School DxD
| № серии  | Название серии | Трансляция в Японии  |
| -------- | --- | -------------------- |
| 1        | I Got a Girlfriend!/У меня появилась подружка! «Канодзё, Дэкимасита!» (彼女、できました!)                               | 6 января 2012 года   |
| 2        | I'm Done Being Human!/Я больше не человек! «Нингэн, Ямэмасита!» (人間、やめました!)                                     | 13 января 2012 года  |
| 3        | I Made a Friend!/У меня новый друг! «Томодати, Дэкимасита!» (友達、できました!)                                         | 20 января 2012 года  |
| 4        | I'm Saving My Friend!/Я спасу своего друга! «Томодати, Сукуимасу!» (友達、救います!)                                    | 27 января 2012 года  |
| 5        | I Will Defeat My Ex-girlfriend!/Я расправлюсь со своей бывшей! «Монотано, Таосимасу!» (元カノ、倒します!)               | 3 февраля 2012 года  |
| 6        | I Work as a Devil!/Моя демоническая работа! «Акума, Яттэмасу!» (アクマ、やってます!)                                    | 10 февраля 2012 года |
| 7        | I Get a Familiar!/Мой собственный слуга! «Цукайма, Гэтто Симасу!» (使い魔、ゲットします!)                               | 17 февраля 2012 года |
| 8        | I Pick a Fight!/Я выбираю бой! «Кэнка, Уримасу!» (喧嘩、売ります!)                                                      | 24 февраля 2012 года |
| 9        | I've Begun My Training!/Я начинаю тренироваться! «Сюгё:, Хадзимэмасита!» (修行、はじめました!)                          | 2 марта 2012 года    |
| 10       | The Showdown Begins!/Битва начинается! «Кэссэн, Хадзимаримасу!» (決戦、始まります!)                                     | 9 марта 2012 года    |
| 11       | The Acclaimed Battle Continues!/Хвала решающей битве! «Дзэссан, Кэссэнтю: дэсу!» (絶賛、決戦中です!)                    | 16 марта 2012 года   |
| 12       | I'm Here to Keep My Promise!/Я пришёл, чтобы сдержать обещание! «Якусоку, Мамори ни Кимасита!» (約束、守りに来ました！) | 23 марта 2012 года   |
| 13 (OVA) | I'm Harvesting Breasts!/Расцветшие груди! «Оппай, Миноримасу!» (おっぱい、実ります！)                                   | 6 сентября 2012 года |
| 14 (OVA) | I'm Searching for Breasts!/Хочу больше грудей! «Оппай, Мотомэмасу!» (おっぱい、求めます!)                               | 31 мая 2013 года     |

### High School DxD New
| № серии  | Название серии | Трансляция в Японии   |
| -------- | --- | --------------------- |
| 1        | Another Disquieting Premonition!/Снова дурное предчувствие! «Фуонна Ёкан, Футаби дэсу!» (不穏な予感、再びです!))                                  | 7 июля 2013 года      |
| 2        | The Holy Sword Is Here!/Появление Святого Меча! «Сэйкэн, Кимасита!» (聖剣、来ました！)                                                            | 14 июля 2013 года     |
| 3        | I'll Destroy the Holy Sword!/Я уничтожу Святой Меч! «Сэйкэн, Хакай Симасу!» (聖剣、破壊します！)                                                  | 21 июля 2013 года     |
| 4        | A Strong Enemy Appeared!/Появление грозного противника! «Кё:итэки, Араварэмасита!» (強い敵、現れました！)                                         | 28 июля 2013 года     |
| 5        | Decisive Battle at Kuoh Academy!/Столкновение в Академии Куо! «Кэссэн, Куо: Гакуэн!» (決戦、駒王学園!)                                            | 4 августа 2013 года   |
| 6        | Go! Occult Research Club!/Вперёд, Клуб Оккультных исследований! «Икэ! Окаруто Кэнкю:-бу!» (行け! オカルト研究部!)                                 | 11 августа 2013 года  |
| 7        | Summer! Bathing Suits! I'm in Trouble!/Лето! Купальники! У меня проблемы! «Нацу-дэсу! Мидзуги-дэсу! Пинти-дэсу!» (夏です！水着です！ピンチです！) | 18 августа 2013 года  |
| 8        | Open House Begins!/Начинается Родительский день! «Дзюгё: Санкан, Хадзимаримасу!"» (授業参観、はじまります！)                                      | 25 августа 2013 года  |
| 9        | I Have a Junior!/У меня появился кохай! «Ко:хай, Дэкимасита!» (後輩、できました！)                                                                | 1 сентября 2013 года  |
| 10       | Various Three-way Deadlocks!/В Трёхстороннем Тупике! «Иройро, Сансукумидэсу!» (色々、三すくみです！)                                              | 8 сентября 2013 года  |
| 11       | The Leaders' Summit Begins!/Собрание лидеров начинается! «Топпу Кайдан, Хадзимаримасу!» (トップ会談、はじまります！)                              | 15 сентября 2013 года |
| 12       | Clash of the Twin Heavenly Dragons!/Битва Небесных Драконов! «Нитэнрю:, Гэкитоцу!» (二天龍、激突！)                                               | 22 сентября 2013 года |
| 13 (OVA) | I'm Enveloped in Breasts!/Я окружён грудями! «Оппай, Цуцумимасу!» ((おっぱい、包みます！)                                                         | 15 марта 2015 года    |

### High School DxD BorN
| № серии  | Название серии | Трансляция в Японии |
| -------- | --- | ------------------- |
| 1        | Summer Break! Off to the Underworld!/Летние каникулы! Отправимся в Преисподнюю! «Нацуясуми, Мэйкай э GO!» (夏休み、冥界へGO) | 4 апреля 2015 года  |
| 2        | Young Devils Gather!/Сбор молодых демонов! «Вакатэ Акума, Сю:го: дэсу!» (若手悪魔、集合です!)                                | 11 апреля 2015 года |
| 3        | Cat and Dragon/Кошка и Дракон «Нэко то Дорагон» (猫とドラゴン))                                                              | 18 апреля 2015 года |
| 4        | Interception, Commence!/Начало перехвата! «Гэйгэки, Кайси дэсу!» (迎撃、開始です！)                                          | 25 апреля 2015 года |
| 5        | The Last Day of Summer Break!/Последний день летних каникул! «Нацуясуми Сайго но Хидэсу!» (夏休み最後の日です!)              | 2 мая 2015 года     |
| 6        | Second Semester has Started!/Начало второго семестра! «Нигакки, Хадзимэмасита!» (二学期, はじめました!)                      | 9 мая 2015 года     |
| 7        | The Night Before Battle!/Ночь перед битвой! «Тайсэн Дзэнъя дэсу!» (対戦前夜です!)                                            | 16 мая 2015 года    |
| 8        | I'll rescue Asia!/Я спасу Асию! «А:сиа, Сукуимасу!» (アーシア、救います！)                                                   | 23 мая 2015 года    |
| 9        | Dragon of Dragon/Дракон Драконов «Дорагон Обу Дорагон» (ドラゴン・オブ・ドラゴン)                                            | 30 мая 2013 года    |
| 10       | Occult Research Club Vanishes!?/Клуб Оккультных исследований исчезает!? «Ока-кэн Сё:сицу!?» (オカ研消失!?)                   | 6 июня 2015 года    |
| 11       | I Will Fight!/Я буду сражаться! «Орэ, Татакаймасу!» (俺、戦います!)                                                          | 6 июня 2015 года    |
| 12       | Any Time, For All Time!/Всегда и навсегда! «Ицудэмо, Ицумадэмо!» (いつでも、いつまでも！)                                    | 20 июня 2015 года   |
| 13 (OVA) | The Unresurrected Phoenix/Невозрождённый Феникс «Ёмигаэрарэнай Фэниккусу» (蘇らない不死鳥)                                   | 9 дек. 2015 года    |

## Продажи
По данным Oricon, High School DxD была шестой самой продаваемой серией лайт-новелл в Японии в 2012 году, всего было продано 654 224 экземпляра. Кроме того, по данным Oricon, в 2013 году High School DxD было продано более 346 173 копий. Английская версия первого тома манги заняла 2-е место в списке бестселлеров New York Times. По состоянию на 20 марта 2018 г. тираж первых 25 томов составил 4 миллиона экземпляров.